# Акатьево (городской округ Коломна)

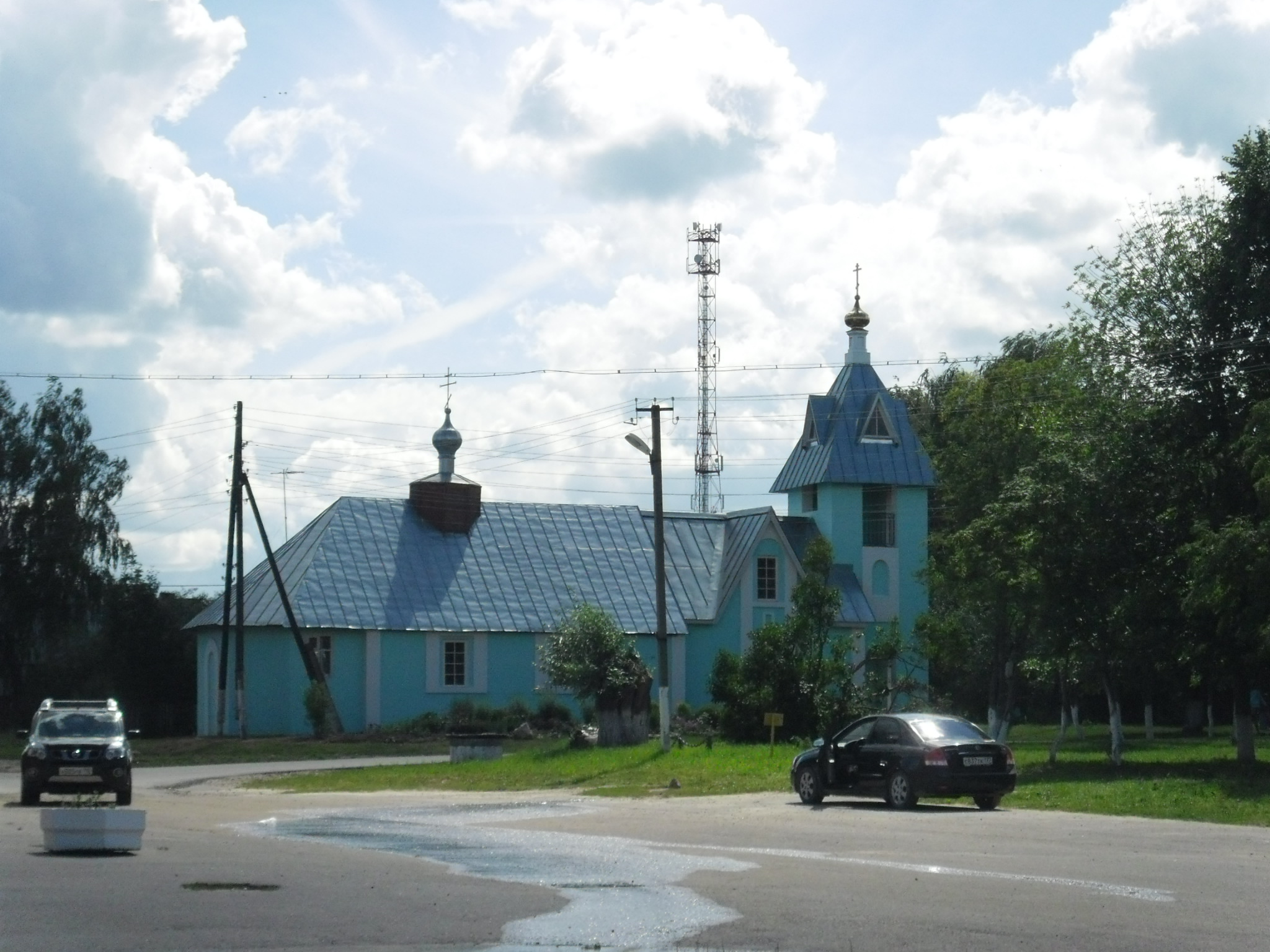
Церковь в Акатьево

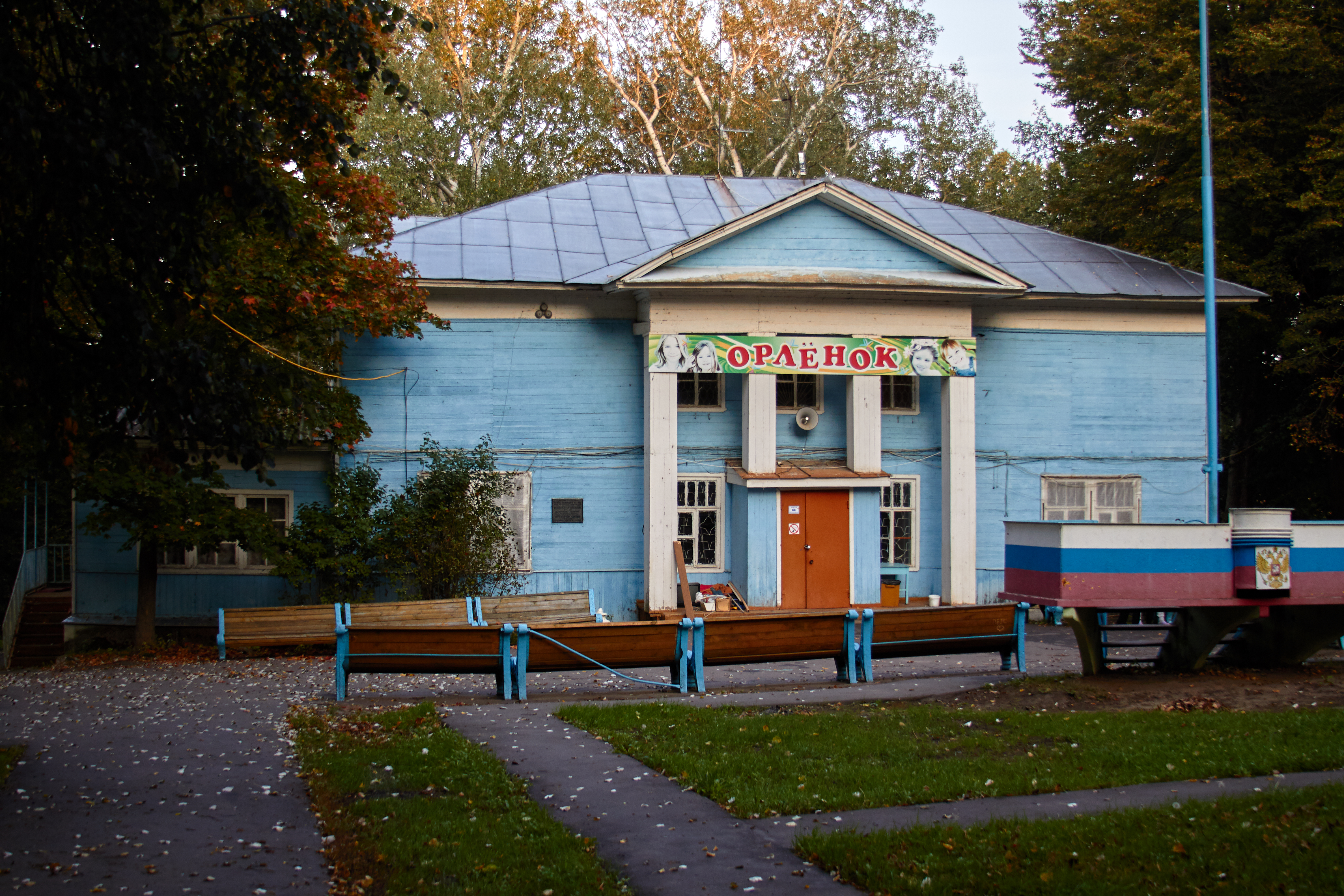
Детский оздоровительный лагерь «Орлёнок» (бывшая усадьба Акатьево)

Акатьево — село в Московской области России. Входит в городской округ Коломна. Бывший административный центр Акатьевского сельского поселения Коломенского района. 
Находится в восьми километрах от города Коломна. Население — 1262 чел. (2021).

## История
У южного конца Акатьево по обеим сторонам оврага обнаружено Акатьевское селище, относящееся к позднедьяковскому времени, а по мнению некоторых его исследователей и славянскому периоду.
До 1929 года — центр Акатьевской волости Коломенского уезда. В 1918-1922 гг. существовали сельсоветы Акатьевский I и Акатьевский II. С 1922 по 1960 гг. и с 1966 по 1994 гг. — центр Акатьевского сельсовета. В 1994—2006 годах — центр Акатьевского сельского округа.

## Население
| 1859 | 1897 | 1926 | 2002  | 2006  | 2010  | 2021  |
| ---- | ---- | ---- | ----- | ----- | ----- | ----- |
| 760  | ↘510 | ↗657 | ↗1346 | ↗1468 | ↗2625 | ↘1262 |

## Транспорт
Автомобильное сообщение: село Акатьево находится в восьми километрах от Коломны на Акатьевском шоссе.
Водный транспорт: В селе Акатьево прежде была пассажирская пристань на реке Ока.
Общественный транспорт: между городом Коломна и селом организовано автобусное сообщение.

## Предприятия
- совхоз Акатьевский

## Достопримечательности
На границе села Акатьево и деревни Игнатьево находится детский оздоровительный лагерь «Орлёнок», содержащий остатки усадьбы, постройки XIX века, принадлежащей известному русского музыкальному деятелю, контрабасисту и дирижёру С. А. Кусевицкому (1874—1951). От усадьбы сохранились деревянный с антресолями жилой дом и большой пейзажный липовый парк. Гостями усадьбы были С. В. Рахманинов и Ф. И. Шаляпин.

## Религия
В селе работает церковь Серафима Саровского, построенная в 2004 году.